# Emílio de Meneses
 (janvier 2022).
 (janvier 2022).
La mise en forme du texte ne suit pas les recommandations de Wikipédia : il faut le « wikifier ».
Les points d'amélioration suivants sont les cas les plus fréquents :
- Les titres sont pré-formatés par le logiciel. Ils ne sont ni en capitales, ni en gras.
- Le texte ne doit pas être écrit en capitales (les noms de famille non plus), ni en gras, ni en italique, ni en « petit »…
- Le gras n'est utilisé que pour surligner le titre de l'article dans l'introduction, une seule fois.
- L'italique est rarement utilisé : mots en langue étrangère, titres d'œuvres, noms de bateaux, etc.
- Les citations ne sont pas en italique mais en corps de texte normal. Elles sont entourées par des guillemets français : « et ».
- Les listes à puces sont à éviter, des paragraphes rédigés étant largement préférés. Les tableaux sont à réserver à la présentation de données structurées (résultats, etc.).
- Les appels de note de bas de page (petits chiffres en exposant, introduits par l'outil «  Source ») sont à placer entre la fin de phrase et le point final[comme ça].
- Les liens internes (vers d'autres articles de Wikipédia) sont à choisir avec parcimonie. Créez des liens vers des articles approfondissant le sujet. Les termes génériques sans rapport avec le sujet sont à éviter, ainsi que les répétitions de liens vers un même terme.
- Les liens externes sont à placer uniquement dans une section « Liens externes », à la fin de l'article. Ces liens sont à choisir avec parcimonie suivant les règles définies. Si un lien sert de source à l'article, son insertion dans le texte est à faire par les notes de bas de page.
- La présentation des références doit suivre les conventions bibliographiques. Il est recommandé d'utiliser les modèles {{Ouvrage}}, {{Chapitre}}, {{Article}}, {{Lien web}} et/ou {{Bibliographie}}. Le mode d'édition visuel peut mettre en forme automatiquement les références.
- Insérer une infobox (cadre d'informations à droite) n'est pas obligatoire pour parachever la mise en page.

Pour une aide détaillée, merci de consulter Aide:Wikification.
Si vous pensez que ces points ont été résolus, vous pouvez retirer ce bandeau et améliorer la mise en forme d'un autre article.
Emílio Nunes Correia de Meneses (Curitiba, 4 juillet 1866 - Rio de Janeiro, 6 juin 1918) était un journaliste brésilien et un poète parnassien, immortel de l'Académie brésilienne des lettres et maître des sonnets satiriques. Pour Glauco Mattoso, le poète du Paraná est le principal poète satirique brésilien après Gregório de Matos.

## Biographie
Emílio de Meneses est né à Curitiba, Paraná, le 4 juillet 1866, fils d'Emílio Nunes Correia de Meneses, poète, et de Maria Emília Correia de Meneses, seul homme parmi huit sœurs. Il fait ses premières études avec João Batista Brandão Proença, puis à l'Instituto Paranaense. N'étant pas issu d'une famille aisée, il travaille dans la pharmacie d'un beau-frère et dix-huit ans, part à Rio de Janeiro, laissant à Curitiba la marque d'un comportement déjà en décalage avec le formalisme en vigueur: dans les vêtements, dans le discours et dans les coutumes.
C'était un bohème indiscipliné qui vivait dans les bas-fonds des cafés et des bars et qui est devenu célèbre pour ses ragots malveillants. A Rio de Janeiro, il trouve un terrain fertile pour son inspiration, satirique comme peu d'autres. Son amitié avec les intellectuels lui vaut cependant de voir son nom retiré du groupe initial qui a fondé l'Académie. Il devient journaliste et, par l'intercession de l'écrivain Nestor Vítor, il travaille avec le Comendador Coruja (pt), un éducateur de renom. En 1888, il épouse une de ses filles, Maria Carlota Coruja, avec laquelle il aura un fils, Plauto Sebastião, l'année suivante.
La même année, il se sépare de sa femme, et entretient une romance avec Rafaelina de Barros.
Auteur de vers mordants, adepte de critiques auxquelles les politiciens de l'époque ne pouvaient échapper, maître des sonnets, Emílio de Meneses est le porteur d'une tradition - commencée au Brésil, à Gregório de Matos.
En 1890, il est nommé comme employé au département de l'inspection générale des terres et de la colonisation. Il spécule alors à l'occasion de l'Encilhamento (1888-1891), une bulle spéculative créé par le ministre des finances, Ruy Barbosa. Comme plusieurs de ses contemporains, il a fait fortune rapidement grâce à la spéculation puis fait faillite. A cette période il continue malgré tout ses publications dans les journaux, écrivant des articles et des critiques de la société brésilienne de l'époque.

« Ceux qui ont connu Emílio de Menezes le voient encore, avec cette moustache de Vercingectórix et ce large chapeau, tantôt brandissant la canne torsadée, envoyant des rayons sur l'iniquité des pygmées qui l'agaçaient; tantôt étouffé dans un rire apoplectique d'intense jouissance mentale, terminant une satire avec laquelle, de la main droite, il démolissait l'arrogance des puissants et l'impertinence des présomptueux; ou bien bon enfant, affectueux, collant une tranche de génoise dans la gueule d'un de ses fidèles chiens; ou encore transfiguré, olympien, disant, avec une inspiration extraterrestre, "Les trois yeux de Marie" ou "Ibiseus Mutabilis". (...) »

— Mendes Fradique, dans l'avant-propos de "Mortalha - Os deuses em ceroulas".

## Académie brésilienne des lettres
Après plusieurs années, Emílio est élu à l'Académie brésilienne des lettres le 15 août 1914, où il obtient vingt-trois voix, contre qutre pour l'écrivain Virgílio Várzea et une seule pour Gilberto Amado . Il obtient alors le fauteuil numéro 20, dont le patron était Joaquim Manuel de Macedo. Il ne prendra jamais place dans ce fauteuil, jusqu'à sa mort en 1918. Il sera accueilli par Luís Murat. Comme successeur, on choisit l'ami d'Emílio, l'écrivain maranhense Humberto de Campos (pt), très populaire à l'époque, qui prend ses fonctions en 1919.
Selon la version officielle, disponible sur le site de l'Académie brésilienne des lettres, on refuse à Emílio de prendre ses fonctions à l'Académie car il persiste à garder son discours d'investiture initial, très critique envers l'institution:

« Emílio a composé un discours d'inauguration, dans lequel il a révélé qu'il ne comprenait rien à Salvador de Mendonça, ni à l'expression de sa performance politique et diplomatique, ni à la supériorité de son accomplissement intellectuel en tant que poète, romancier et critique. En outre, il contenait des passages considérés par le Bureau de l'Académie comme "aberrants dans les pratiques académiques". La Commission n'a pas autorisé la lecture du discours et l'a soumis à quelques modifications. Emílio a retardé le plus longtemps possible l'acceptation de ces amendements, et lorsqu'il est mort, quatre ans après avoir été élu, il n'avait pas encore pris possession de son fauteuil. »

— Extrait du site web de l'Académie
À propos de l'épisode du discours d'Emílio, l'immortel Afrânio Peixoto (président de la Chambre pendant de nombreuses années) a dit:

« Emílio de Meneses voulait décomposer Oliveira Lima, ce à quoi s'est opposé Medeiros e Albuquerque, qui présidait alors, ordonnant la suppression des sujets allusifs et offensifs: devant l'insistance du néophyte à les dire, il l'a menacé de l'interrupteur électrique, depuis lors à la portée de la main du président. Il n'a pas été nécessaire d'utiliser cet obscur moyen coercitif car l'académicien récalcitrant n'a pas été reçu et son discours n'a été publié que tardivement dans les journaux, c'est pourquoi il ne figure pas dans le recueil de l'Académie. »

— Afrânio Peixoto

## Œuvres
Emílio utilise plusieurs pseudonymes tout au long de sa carrière: Neófito, Gaston d'Argy, Gabriel de Anúncio, Cyrano & Cia, Emílio Pronto da Silva. Dans l'ensemble de son œuvre, on dénombre 232 compositions poétiques, dont le sonnet est la principale forme d'expression.

## Un poème d'Emilio
Classé comme parnassien (symboliste), le poète Emílio de Meneses était doué non seulement de la maîtrise du mot et du vers, mais aussi de la capacité de s'élever au plus haut sentiment, comme on peut le voir dans le poème suivant :
La grenade

La corolle sanglante s'accroche à peine à la tige.

Et la vigueur piquante des pétales s'estompe.

Déjà dans l'ovaire, fécondé et gonflé, augmente

La scrutation dans laquelle il détient ses trésors. Flora !

Et voici la grenade.

Que des rubis brillants colorent les lobes

Et sur sa croûte orbiculaire, l'or et l'érythrine s'affichent...

L'or du soir et le paunásio de l'aube!

Les fruits héraldiques et royaux portent à la couronne

Que le calice de la fleur posé sur elle avec la même caresse

Avec lequel Mère Nature récompense tous les êtres !

Mais la forme hostile, de lancer et de dégâts,

Cela rappelle une fléchette mortelle qui traverse et piétine l'espace.

Dans les anciens préludes de Rome et de Carthage !